# パキスタン・ルピー
パキスタン・ルピー (Pakistani rupee、ウルドゥー語: پاکستانی روپیہ) は、パキスタンで使われている通貨。単位記号は₨あるいはRs。ISOコードの略称はPKR。また補助単位としてパイサ（Paisa、略称はp）が使われており、1Rs=100p。パキスタン国立銀行（State Bank of Pakistan）が発行する。

## 紙幣・硬貨
- 流通している紙幣：5000Rs、1000Rs、500Rs。100Rs、50Rs、20Rs、10Rs
- 流通していない紙幣：5Rs
- 流通している硬貨：10Rs、5Rs
- 流通していない硬貨：2Rs、1Rs、その他パイサ単位の硬貨
- 記念紙幣：75Rs

## 紙幣の肖像
- 1000Rs - ムハンマド・アリー・ジンナー/ジャハーンギール
- 500Rs - ムハンマド・アリー・ジンナー/パキスタン国立銀行
- 100Rs - ムハンマド・アリー・ジンナー/ペシャーワル・イスラム大学
- 50Rs - ムハンマド・アリー・ジンナー/ラホール砦
- 10Rs - ムハンマド・アリー・ジンナー/モヘンジョ・ダロの遺跡
- 5Rs - ムハンマド・アリー・ジンナー/コジャックトンネル（バルチスタンにあるパキスタン最長のトンネル）
- 2Rs - 月と星/バードシャヒー・モスク
- 1Rs - ジャスミンと月と星/ムハンマド・イクバールの墓

### 記念紙幣の肖像
出典：パキスタン・イスラム共和国 < 海外通貨 < 文鉄・お札とコインの資料館。

#### 独立75周年記念 75ルピー券
2022年9月30日発行。表の肖像はサイイド・アフマド・ハーン、ファティマ・ジンナー、ムハンマド・アリー・ジンナー、ムハンマド・イクバール。裏の図柄はマーコール。

#### パキスタン国立銀行創立75周年記念 75ルピー券
2023年7月4日発行。表面にはムハンマド・アリー・ジンナーとパキスタン国立銀行、裏面にはファティマ・ジンナーが描かれる。